# Farsi (Distrikt)
Farsi (persisch : ولایت فارسی) ist ein Distrikt westlich der Provinz Herat in Afghanistan. Es grenzt im Norden an den Distrikt Obe, im Westen an den Distrikt Adraskan, im Süden an den Distrikt Shindand und im Süden und Osten an die Provinz Ghor. Die Fläche beträgt 2.194 Quadratkilometer und die Einwohnerzahl 35.900 (Stand: 2022). 2012 wurde die Bevölkerung auf 29.800 geschätzt. Das Distriktszentrum ist die Stadt Farsi.

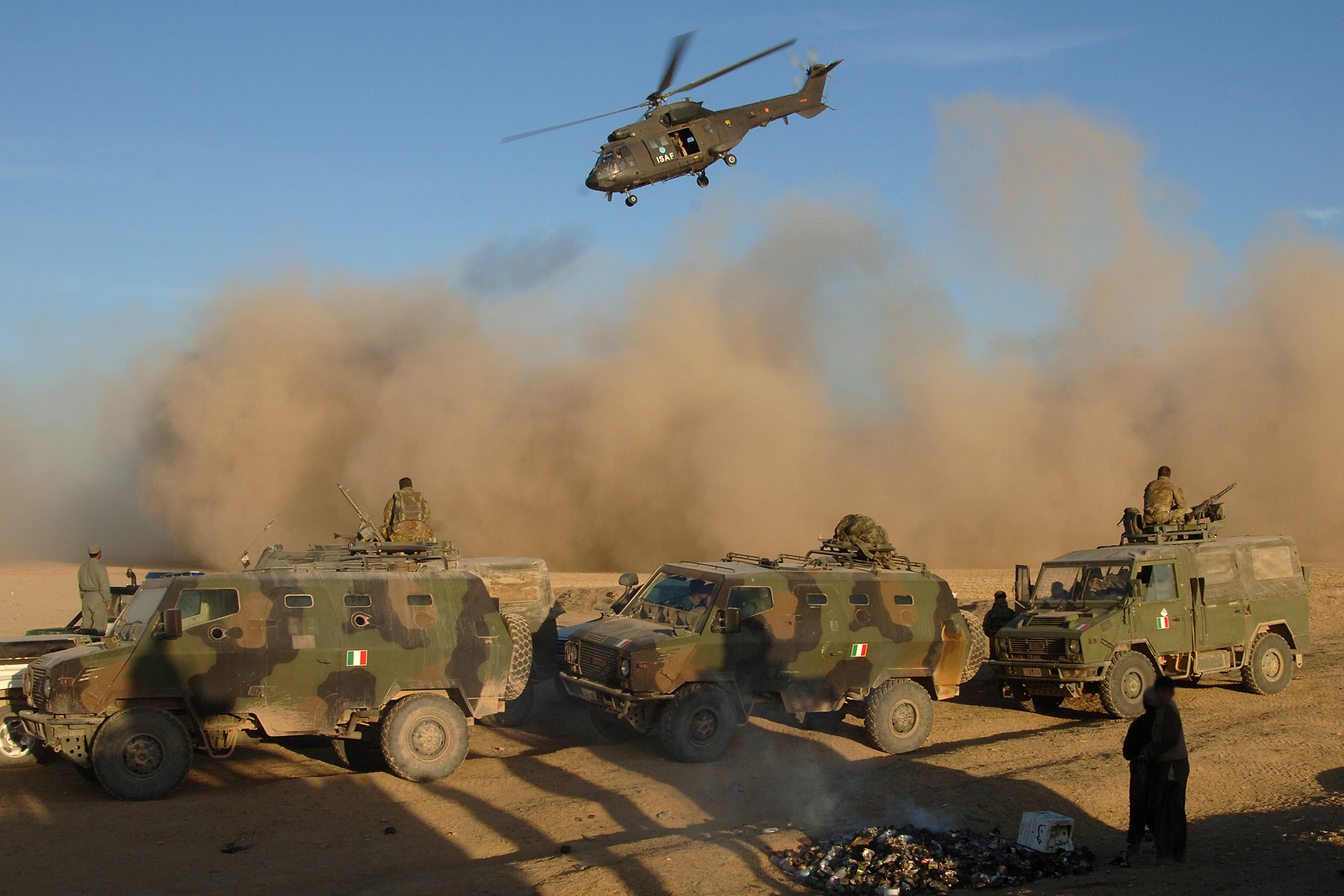
Italienischer Militäreinsatz

## Infrastruktur
Der Distrikt enthält 130 km unbefestigte Straßen.

## Demografie
Fast die gesamte Bevölkerung spricht Persisch als Muttersprache, eine kleine Minderheit Paschtu. Die gesamte Bevölkerung bekennt sich zum Islam (mehrheitlich sunnitisch).